# Cycas bougainvilleana
Cycas bougainvilleana é uma espécie de cicadófita do género Cycas da família Cycadaceae, nativa da Papua-Nova Guiné e Ilhas Salomão. Segundo dados de 2010, a população tende a descrescer.